# Metal1.info
Metal1.info (gesprochen: MetalEins) ist ein deutschsprachiges Online-Musikmagazin. Der Fokus liegt auf den Themen Metal und Rock, ergänzend dazu kommen Genres wie Punk, Metalcore, Crossover, Folk oder Progressive Rock. Das Angebot umfasst Rezensionen, Interviews, Konzertberichte und -fotos sowie Specials zu aktuellen Themen. Das Magazin wurde 2002 von Stefan Popp, Andreas Althoff und Siegfried Maier gegründet.
Von den drei Gründern ist Siegfried Maier als Herausgeber bis heute aktiv, seit 2015 agiert Moritz Grütz dazu als inhaltlich verantwortlicher Chefredakteur.

## Geschichte, Wissenswertes und Referenzen
Die Idee und der Name Metal1.info entstanden im Laufe des Winters 2002, als sich Stefan Popp, Andreas Althoff und Siegfried Maier dazu entschieden, ihr eigenes Webzine zu gründen und online zu stellen. Die Programmierung und das erste Layout der Seite stammen von Andreas Althoff. Der Name geht zurück auf den damaligen Trend, eine URL mit einer 1 zu beenden, dem beispielsweise auch Slipknot und Machine Head folgten. Obwohl das Logo im Laufe der Jahre mehrfach überarbeitet wurde, blieb der Name stets gleich. Die aktuelle Version des M1-Logos stammt vom professionellen Zeichner Andi Papelitzky.
Die drei Gründer begannen ihr Projekt ohne Kontakte zu Labels, Veranstaltern oder Bands. Das Credo, unabhängig zu bleiben, ist bis heute das wichtigste Ziel von Metal1.info.
Im Laufe der Anfangsjahre konnten erfolgreich Kontakte zu Promotion-Agenturen aufgebaut werden, besonders im Folk-Bereich sorgten erste Interviews mit Schandmaul für wachsende Bekanntheit. Dazu kamen erste Gehversuche mit einem eigenen Sender im Bereich des damals sehr beliebten Internetradios, die 2006 mit dem Abgang von Daniel Popp allerdings wieder eingestellt wurden.
Auf der Website erfreute sich gerade in den Anfangsjahren das User-Forum großer Beliebtheit. Dieses wurde im Zuge des Relaunch der Seite 2015 abgeschafft und durch eine erweiterte Kommentarfunktion ersetzt.
Als Mitveranstalter des Ragnarök-Festival 2005 in Person des damaligen Metal1.info-Chefredakteurs Stefan Popp trat das Magazin erstmals auch abseits des Internet in Erscheinung. Seitdem ist Metal1.info auf verschiedenen Festivals als Pressepartner mit einem eigenen Stand vertreten, an dem Autogrammstunden und Meet & Greets stattfinden – unter anderem auf dem Ragnarök-Festival (2011), dem Eisenwahn Open Air (2011–2013), dem TANZT! (2012 bis heute) und dem Dark Easter Metal Meeting (2015 bis heute).
Metal1.info präsentiert aktuell diverse Metal-Veranstaltungen in Deutschland – unter anderem Events des Backstage München sowie verschiedene Festivals (Dark Easter Metal Meeting, Bavarian Battle Open Air, Ragnarök-Festival, Way Of Darkness Festival, Party.San) und Tourneen national und international erfolgreicher Bands (Faun, Fiddler’s Green, Versengold, uvm.).
Die Texte und Interviews von Metal1.info werden in der Szene als relevanter Beitrag zur Information und Meinungsbildung rezipiert und in zum Teil wissenschaftlichen Büchern zum Thema zitiert. Auch verweisen Bands und Veranstalter regelmäßig über ihre Websites und Social Media auf die Artikel. Der Rolling Stone beruft sich wiederum in einem Artikel zur Live-Tour 2019 von Rammstein auf ein Interview von Metal1.info mit Tourmanager Nicolas Sabottka.

## Mitarbeiter
Zum Metal1.info-Team zählen etwa 20 feste Redakteure, Fotografen und Content Manager, die ehrenamtlich von ihren Wohnorten in Deutschland und Österreich aus arbeiten, sowie eine wechselnde Zahl freier Mitarbeiter. Ein Großteil des Teams ist in München ansässig.

## Inhalt
Die Metal1.info-Redaktion berichtet tagesaktuell mit Neuigkeiten aus der Metal- und Rock-Welt. Mehrmals pro Woche wird das Angebot zudem um Rezensionen, Konzertberichte (oft mit eigenen Bildergalerien) und Interviews erweitert. Im Bereich Specials widmet sich das Team dem aktuellen Zeitgeschehen, etwa der Rammstein-Stadiontour 2019, der Übernahme von Nuclear Blast durch Believe oder der Rolle von weiblichen Musikern im Folk- bzw. Mittelalterbereich.
In Zusammenarbeit mit Kooperationspartnern werden laufend Verlosungen für Metal-Veranstaltungen angeboten.